# Nematanthus brasiliensis
Nematanthus brasiliensis är en tvåhjärtbladig växtart som först beskrevs av Vell., och fick sitt nu gällande namn av Chautems. Nematanthus brasiliensis ingår i släktet Nematanthus och familjen Gesneriaceae. Inga underarter finns listade i Catalogue of Life.